# Jylhänsaaret
Jylhänsaaret är en ö i Finland.   Den ligger i kommunen Suonenjoki i den ekonomiska regionen  Inre Savolax ekonomiska region  och landskapet Norra Savolax, i den centrala delen av landet, 280 km nordost om huvudstaden Helsingfors.